# Država blagostanja
Država blagostanja (engleski: welfare state, dosl. 'država socijalne pomoći') pojam je za državu koja igra ključnu ulogu zaštite i potpomaganja ekonomske i socijalne dobrobiti građanina. Ona se zasniva na načelima jednakosti mogućnosti, pravične raspodjele bogatstva, te javne odgovornosti za sve one koji sebi ne mogu izmoći osnove za pristojan život. U osnovom značenju ovo može pokriti različite oblike ekonomskog i socijalnog ustroja.
Kao primjere suvremene skrbničke države često se spominju nordijske zemlje: Švedska, Norveška, Danska i Finska, koje koriste takozvani Nordijski model. Skrbnička država koristi premještanje sredstava od države do nekog servisa (npr. zdravstvo, školski sistem), kao i izravno prebacivanje sredstava pojedincu (»dobrobiti«, eng. benefits) u mirovinskom sustavu i sustavu socijalne skrbi. Skrbnička država za svoje programe koristi model ekonomske preraspodjele, koja se često provodi putem progresivnog oporezivanja bogatijih. Zemlje koje koriste ovakve metode preraspodijele zovu se miješane ekonomije, koji se pojam koristi u SAD-u i u mnogim drugim državama.